# Arcibiskupský palác (Narbonne)
Arcibiskupský palác v Narbonne (francouzsky Palais des archevêques de Narbonne) je historické sídlo narbonských biskupů a arcibiskupů, které dnes slouží jako radnice města Narbonne. Stavba je od roku 1840 chráněná jako historická památka.

## Lokace
Palác se nachází v centru města a je dominantou náměstí Place de l'Hôtel de ville.

## Architektura
Arcibiskupský palác je tvořen románským starým palácem (Palais Vieux) a gotickým novým palácem (Palais Neuf). Je stavebně spojen s katedrálou svatých Justa a Pastora. Jeho fasádu doplňují tři čtvercové věže ze 13. a 14. století. V 19. století jej upravil Eugène Viollet-le-Duc na radnici, která zde spolu s městským muzeem sídlí dodnes.